# La Linea
La Linea, på dansk også kendt som Linus på linien eller Stregen, er en italiensk tegnefilm-figur, som blev skabt i 1969 af den italienske tegner og animator Osvaldo Cavandoli. Filmene blev oprindeligt lavet til brug i reklamer for det italienske firma Lagostina, der fabrikerer køkkenudstyr, og havde da titlen Carosello, mens figuren blev kaldt Agostino Lagostina, men allerede efter otte afsnit overgik figuren fra reklame til selvstændig tegnefilm.
Mellem 1969 og 1991 lavede Osvaldo Cavandoli 90 afsnit af La Linea. Hvert afsnit havde en varighed af ca. 2 minutter og 30 sekunder, og blev derfor ofte benyttet som fyld mellem udsendelserne i tv.
Selvom afsnittene er nummererede op til 225 er der i realiteten kun 90 La Linea-afsnit. Lagostina-serien havde 8 (5 min) afsnit, 100-serien havde 56 (101-156) og 200-serien havde 26 (200-225).
Filmene handler om en mand, La Linea, der er tegnet som et simpelt omrids, og altid går langs en uendelig linje. Ofte støder han på et problem eller en forhindring, hvorefter han arrigt henvender sig til tegneren, der må finde en løsning. Et fast tilbagevendende indslag er, at linjen han går på brydes, og han derfor falder ned i et uendeligt tomrum. Stemmen til La Linea, som taler på et uforståeligt vredladent italiensk vrøvlesprog, blev lavet af den italienske klovn Carlo Bonomi.
Siden 1972 er La Linea blevet vist i mere end 40 tv-kanaler verden over, og har også været benyttet mellem reklamerne i biografer verden over. I 1978 kom figuren Sexlinea til, og i 1988 kom Eroslinea. Serien vandt i 1972 en pris ved filmfestivalen i Annecy i Frankrig og i 1973 i Zagreb i Kroatien.
I dansk tv kunne man gense La Linea i reklamer for ejendomsmæglerkæden Home i første halvdel af 2000'erne, og i 2005 optrådte han i musikvideoen til "(Don't) Give Hate a Chance " af det engelske rockband Jamiroquai. Kort før sin død, tegnede Osvaldo Cavandoli La Linea til en reklame for den islandske bank, Kaupthing Bank.